# Tituly a vyznamenání Tarji Halonenové

Erb Tarji Halonenové jakožto členky Řádu Serafínů

Tarja Kaarina Halonenová, finská politička a bývalá prezidentka, obdržela řadu zahraničních vyznamenání. Během svého funkčního období na postu prezidentky v letech 2000 až 2012 byla i velmistryní finských řádů.

## Vyznamenání

Erb Tarji Halonenové jakožto dámy Řádu Isabely Katolické

### Finská vyznamenání
- Řád kříže svobody
- Řád bílé růže
- Řád finského lva

### Zahraniční vyznamenání
- Belgie
  -  velkokříž Řádu Leopolda – 2004
- Brazílie
  -  velkokříž s řetězem Řádu Jižního kříže
- Dánsko
  -  rytíř Řádu slona – 3. dubna 2001[1]
  -  rytíř velkokříže Řádu Dannebrog
- Estonsko
  -  Řád bílé hvězdy I. třídy – 16. května 1995[2]
  -  Řád kříže země Panny Marie I. třídy s řetězem – 4. května 2000[3]
  -  Řád bílé hvězdy I. třídy s řetězem – 12. března 2007[4]
- Francie
  -  velkokříž Řádu čestné legie – 2005
- Chile
  -  velkokříž s řetězem Řádu za zásluhy
- Chorvatsko
  -  Velký řád krále Tomislava – 7. dubna 2009 – udělil prezident Stjepan Mesić za výjimečný přínos k rozvoji dobrého a přátelského vztahu mezi Chorvatskem a Finskem[5]
- Island
  -  velkokříž Řádu islandského sokola – 26. srpna 1997[6]
  -  velkokříž s řetězem Řádu islandského sokola – 19. září 2000[6]
- Itálie
  -  velkokříž s řetězem Řádu zásluh o Italskou republiku – Itálie, 1. září 2008[7]
- Japonsko
  -  velkostuha s řetězem Řádu chryzantémy
- Katar
  - velkokříž s řetězem Řádu za zásluhy
- Kazachstán
  -  velkokříž s řetězem Řádu zlatého orla – 24. března 2009 – udělil prezident Nursultan Nazarbajev[8]
- Libérie
  -  velkokříž Řádu liberijských průkopníků
- Litva
  -  velkokříž Řádu Vitolda Velikého – 5. března 2002 – udělil prezident Valdas Adamkus[9][10]
- Lotyšsko
  -  velkokříž s řetězem Řádu tří hvězd – 2001
- Lucembursko
  -  rytíř Nasavského domácího řádu zlatého lva – 2008
- Maďarsko
  -  velkokříž s řetězem Záslužného řádu Maďarské republiky – 2002[11]
- Německo
  -  velkokříž speciální třídy Záslužného řádu Spolkové republiky Německo – 10. září 2001
- Nizozemsko
  -  velkokříž Řádu Oranžské dynastie
- Norsko
  -  velkokříž s řetězem Řádu svatého Olafa – 2000
- Polsko
  -  Řád bílé orlice – 18. dubna 2001 – udělil prezident Aleksander Kwaśniewski[12]
- Portugalsko
  -  velkokříž s řetězem Řádu prince Jindřicha – 26. prosince 2002[13]
- Rakousko
  -  velkohvězda Čestného odznaku Za zásluhy o Rakouskou republiku – 2006[14]
- Rumunsko
  -  velkokříž s řetězem Řádu rumunské hvězdy – 2006[15]
- Rusko
  -  Puškinova medaile – 29. listopadu 2007 – udělil prezident Vladimir Putin za osobní přínos k šíření vzdělání a uchovávání kulturního dědictví, za sbližování a vzájemné obohacení národních kultur a etnických skupin[16]
- Řecko
  -  velkokříž Řádu Spasitele
  -  velkokříž Řádu cti
- Saúdská Arábie
  -  velkokříž Řádu krále Abd al-Azíze
- Senegal
  -  velkokříž Národního řádu lva
- Slovensko
  -  Řád bílého dvojkříže I. třídy – 19. dubna 2005 – udělil prezident Ivan Gašparovič[17][18]
- Slovinsko
  -  člen Řádu za mimořádné zásluhy – 26. února 2010 – udělil prezident Danilo Türk za přínos k upevnění mezinárodní spolupráce a přátelských bilaterálních vztahů mezi oběma zeměmi[19][20]
- Spojené království
  -  čestná dáma velkokříže Řádu lázně[21]
- Španělsko
  -  velkokříž Řádu Isabely Katolické – 29. ledna 1999 – udělil král Juan Carlos I.[22]
- Švédsko
  -  komtur velkokříže Řádu polární hvězdy
  -  rytíř Řádu Serafínů – 1. března 2000
- Ukrajina
  -  Řád knížete Jaroslava Moudrého I. třídy – 24. října 2006 – udělil prezident Viktor Juščenko za vynikající osobní přínos k rozvoji ukrajinsko-finské spolupráce[23]

## Čestné akademické tituly
- Doctor honoris causa na Právnické fakultě Helsinské univerzity – 2000
- Doctor honoris causa na Univerzitě Ewha Womans – 2002
- Doctor honoris causa na University of Kent – 2002
- Doctor honoris causa na Univerzitě Loránda Eötvöse – 2002
- Doctor honoris causa na Univerzitě v Turku – 2003
- Doctor honoris causa na Finlandia University – 2003
- Doctor honoris causa na Tartuské univerzitě – 2004
- Doctor honoris causa na Jerevanské státní univerzitě – 2005
- Doctor honoris causa na Helsinské technické univerzitě – 2008
- Doctor honoris causa na Univerzitě v Umeå – 2009[24]
- Doctor honoris causa na Filozofické fakultě Helsinské univerzity – 2010